# Joe Fascione
Joseph Victor Fascione, più conosciuto con il diminutivo Joe Fascione (Coatbridge, 5 febbraio 1945 – 5 febbraio 2019) è stato un allenatore di calcio e calciatore scozzese, di ruolo centrocampista.

## Caratteristiche tecniche
Era un'ala.

## Carriera

### Giocatore
Arriva al Chelsea nel settembre del 1962, all'età di 17 anni; pur venendo fin da subito aggregato alla prima squadra, militante nella prima divisione inglese, gioca le sue prime partite di campionato solamente nella stagione 1965-1966, nella quale mette a segno una rete in 15 presenze, a cui aggiunge 2 presenze in Coppa delle Fiere. Nelle due stagioni seguenti gioca rispettivamente 5 ed 8 partite di campionato con il club londinese, con cui rimane infine in rosa anche nella stagione 1968-1969, in cui disputa la sua ventinovesima ed ultima partita in carriera nella prima divisione inglese. A fine stagione lascia il club, e dal 1969 al 1971 gioca nella prima divisione sudafricana con il Durban City; nel 1972 torna invece in Scozia, al Dundee Utd, con cui trascorre il ritiro precampionato del 1972 venendo però svincolato dopo poche settimane dall'inizio della stagione vera e propria, senza mai aver giocato nessuna partita ufficiale per il club. Nella stagione 1973-1974 gioca in Southern Football League con i semiprofessionisti inglesi del Romford.

### Allenatore
Ha avuto una parentesi come giocatore/allenatore del Barking; nella stagione 1993-1994 ha allenato i semiprofessionisti del Croydon.

## Palmarès

### Giocatore

#### Competizioni nazionali
- Coppa di Lega inglese: 1

Chelsea: 1964-1965